# 網團菌門
網團菌門（Dictyoglomi）是一類細菌，只包含一個屬，即網團菌屬（Dictyoglomus）。它是極端嗜熱菌，營化能有機營養，即利用有機物獲得能量。這種生物可以製造木聚糖酶，將木聚糖（xylan）分解成木糖（xylose）。用這種酶對木質紙漿進行預處理，就能夠利用較少的氯氣漂白得到更白的紙。

## 下级分类
网团菌门 Dictyoglomi Patel, 2010
网团菌纲 Dictyoglomeria Patel, 2012
网团菌目 Dictyoglomerales Patel, 2012
网球菌科 Dictyoglomeraceae Patel, 2012
网球菌属 Dictyoglomus Saiki et al., 1985，该属包括以下物种：
- 嗜热网球菌 Dictyoglomus thermophilum Saiki et al., 1985
- Dictyoglomus turgidum Svetlichny and Svetlichnayá, 1995，也拼作Dictyoglomus turgidus